# Тригенерация

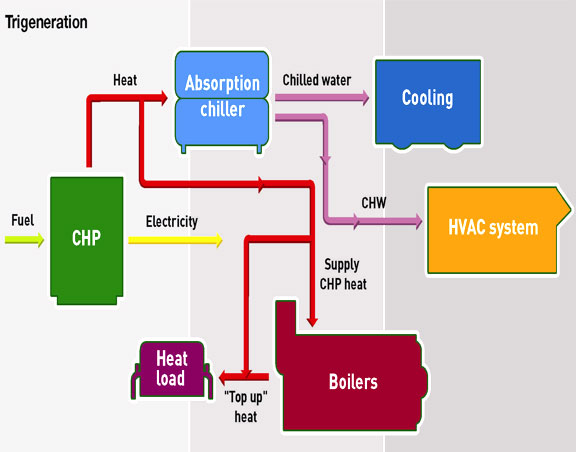
Схема тригенерации. Теплоэлектростанция, сжигая ископаемое топливо, генерирует электричество и тепло (когенерация). Часть тепла со средней температурой (100-200 градусов) отводится в Абсорбционную холодильную машину для создания холода. Холод используется для охлаждения воды или в системах кондиционирования.

Тригенерация (Trigeneration, CCHP - combined cooling, heat and power) — это процесс совместной выработки электричества, тепла и холода. Комбинированное производство тепловой и электрической энергий называется когенерацией.
Тригенерация является более выгодной по сравнению с когенерацией, поскольку даёт возможность эффективно использовать утилизированное тепло не только зимой для отопления, но и летом для кондиционирования воздуха в помещениях или для технологических нужд. Для этого используются абсорбционные бромистолитиевые холодильные установки. Такой подход позволяет использовать генерирующую установку круглый год, тем самым не снижая высокий КПД энергетической установки в летний период, когда потребность в вырабатываемом тепле снижается. 
В конце 2007 года к георганизации энергии японские инженеры подключили четвёртую составляющую - солнечные батареи и провели опыты на одном из высотных зданий мегаполиса.
В настоящее время тригенерация набирает популярность как на заводах, так и на постиндустриальных объектах России, например торговых и офисных центрах.